# Phố đi bộ

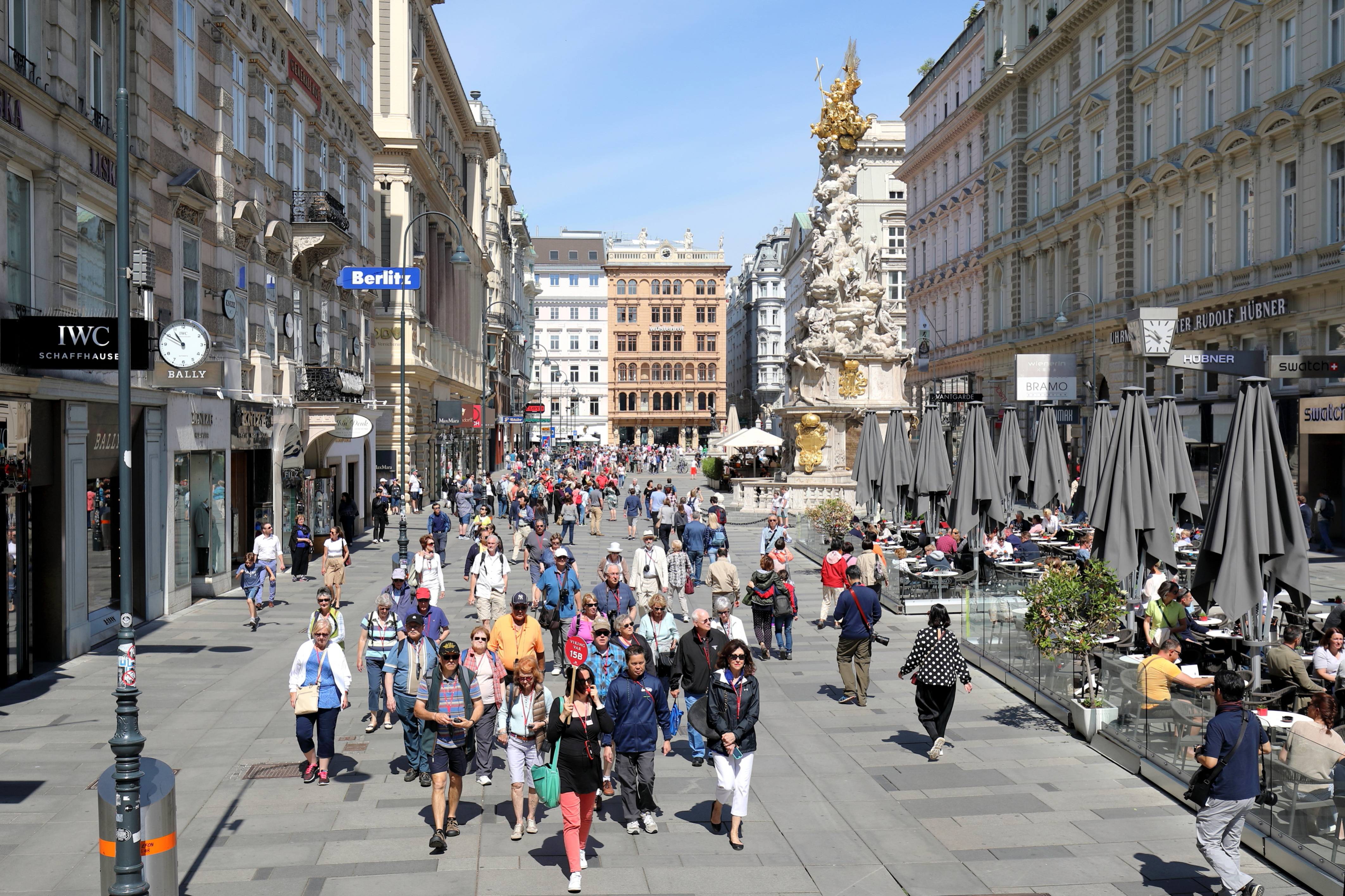
Khu phố đi bộ đầu tiên của Viên ở Graben (1971)

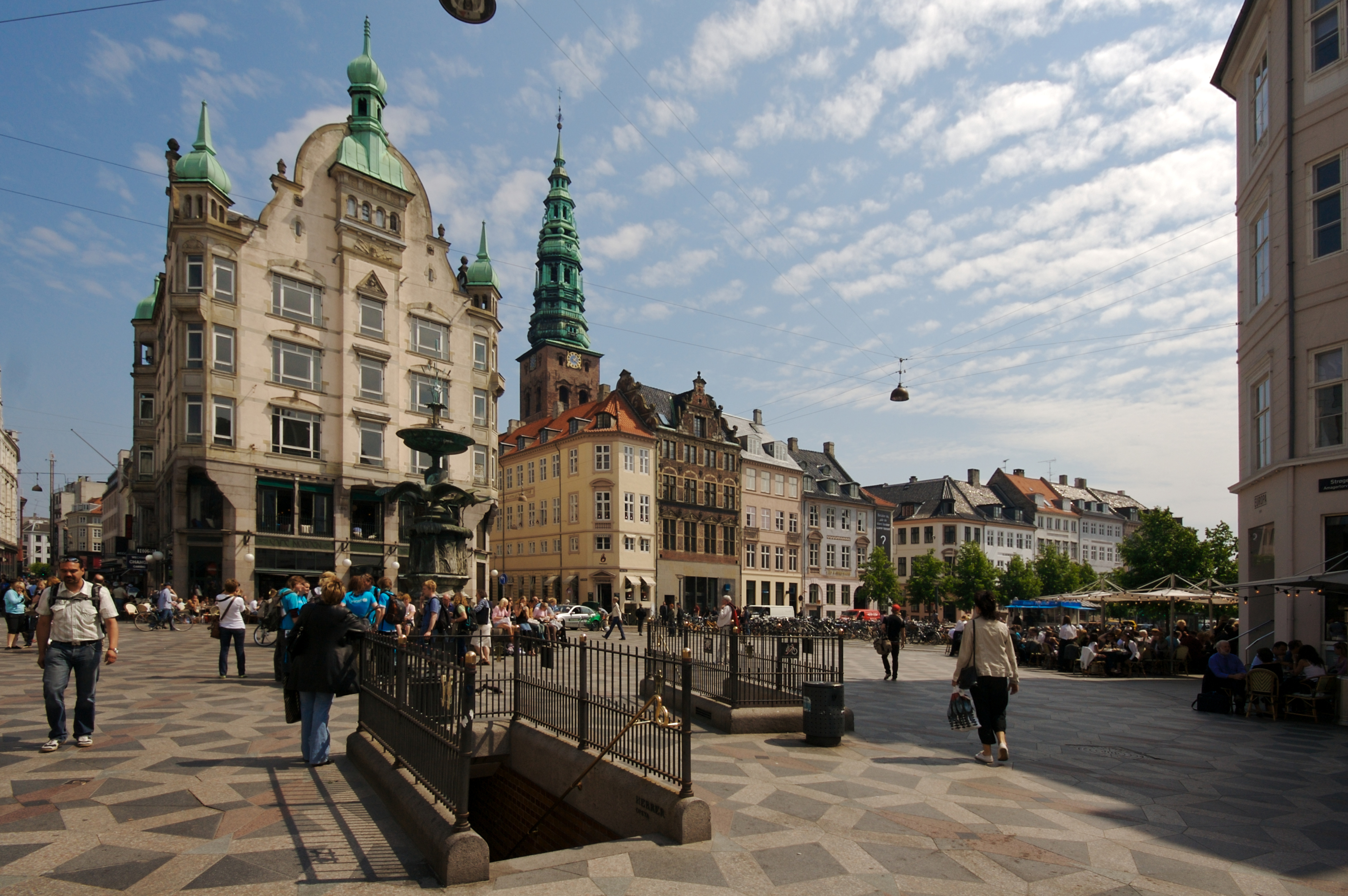
Strøget,khu phố đi bộ của Copenhagen

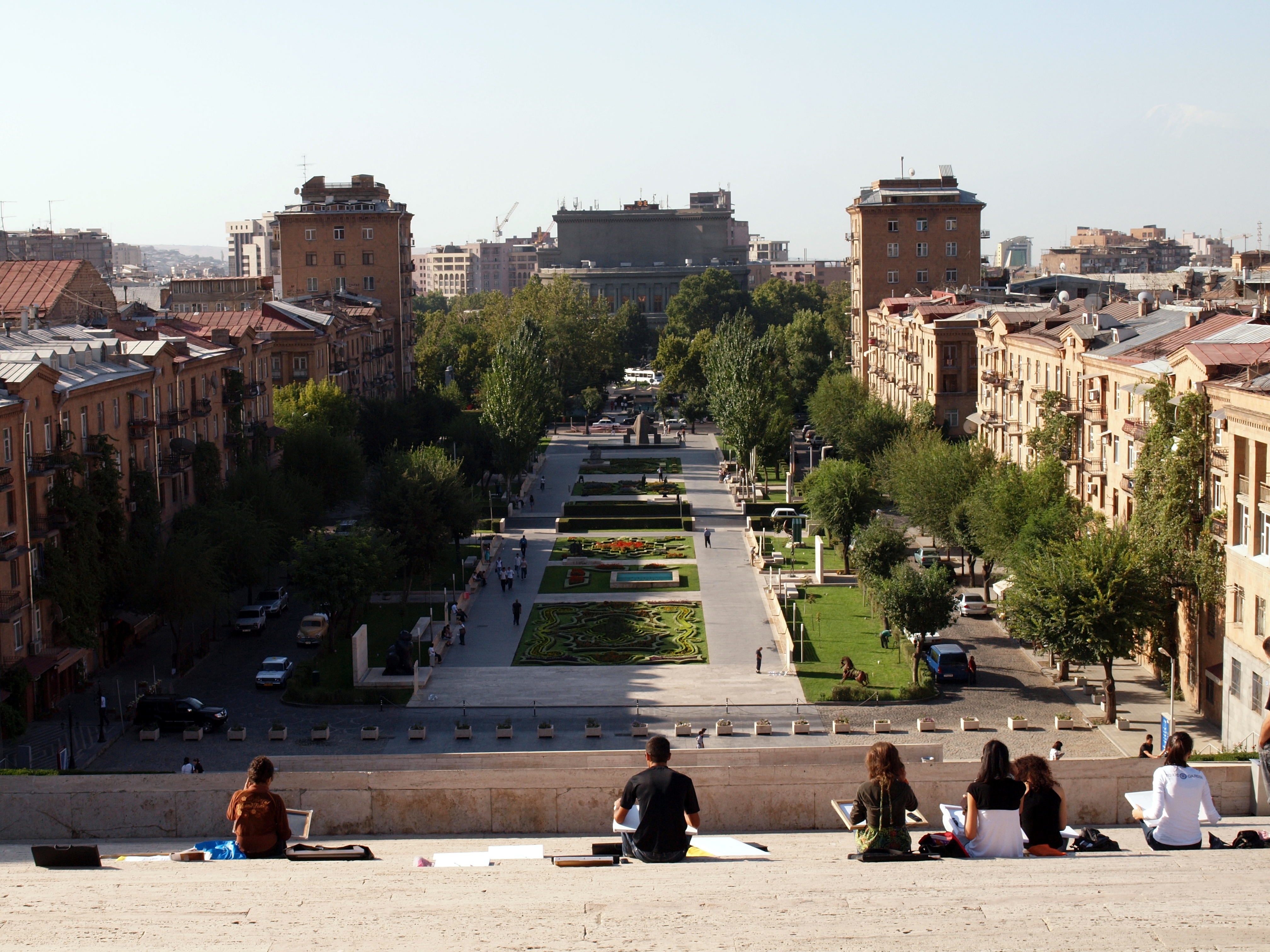
Khu vực dành cho người đi bộ giữa Nhà hát Opera và Cascade ở Yerevan, Armenia

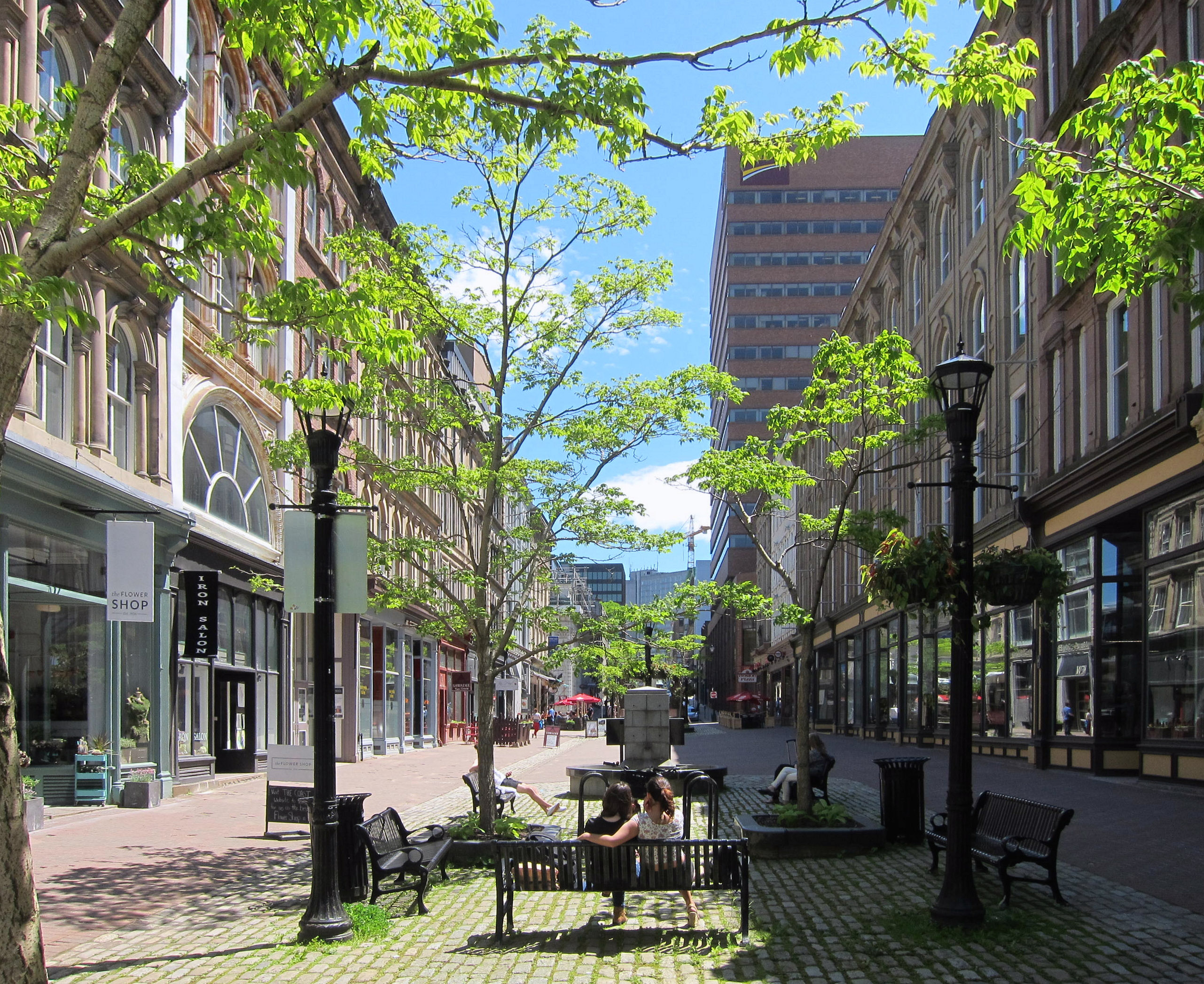
Khu phố chỉ dành cho người đi bộ ở Halifax, Nova Scotia, Canada

Khu vực dành cho người đi bộ (còn được gọi là phố đi bộ và khu vực cấm xe cơ giới là các khu vực của thành phố hoặc thị xã dành riêng cho người đi bộ và trong đó hầu hết xe máy hoặc ô tô có thể bị cấm vào. Việc tạo ra khu phố đi bộ thường nhằm mục đích cung cấp khả năng tiếp cận tốt hơn cho người đi bộ, để tăng cường khối lượng mua sắm và hoạt động kinh doanh khác trong khu vực và/hoặc cải thiện sức hấp dẫn của môi trường địa phương về thẩm mỹ, ô nhiễm không khí, tiếng ồn và tai nạn liên quan đến xe cơ giới với người đi bộ. Tuy nhiên, đôi khi việc chuyển một khu phố sang phố đi bộ có thể dẫn đến giảm hoạt động kinh doanh, mất giá tài sản và chuyển dịch hoạt động kinh tế sang các khu vực khác. Trong một số trường hợp, giao thông trong khu vực xung quanh có thể tăng lên, do sự dịch chuyển hơn là thay thế lưu lượng xe. Tuy nhiên, việc thiết lập các khu vực cho người đi bộ thường liên quan đến việc giảm đáng kể ô nhiễm không khí và tiếng ồn tại chỗ, tai nạn và thường xuyên tăng doanh số bán lẻ và tăng giá trị tài sản tại địa phương.

## Tại Việt Nam
Ở Việt Nam, khái niệm phố đi bộ bắt đầu xuất hiện từ những chợ đêm tại một số nơi như Nha Trang, Phú Quốc, Đà Lạt... từ khi Phố đi bộ Nguyễn Huệ ra đời, khái niệm phố đi bộ càng xuất hiện và phổ biến hơn. Tính đến hiện tại: Cao Bằng,Sapa, Mộc Châu, Bắc Giang, Hà Nội, Hải Phòng, Hạ Long, Vinh, Huế, Đà Nẵng (sắp tới), Hội An, Đà Lạt, Biên Hòa, Thành phố Hồ Chí Minh, Bình Dương, Cần Thơ, Long Xuyên, Rạch Giá, Phú Quốc là những địa phương đang triển khai phố đi bộ tại Việt Nam.
Các phố đi bộ ở Hà Nội:
- Phố đi bộ Hồ Gươm bao gồm 16 tuyến phố xung quanh Hồ Gươm, thử nghiệm tổ chức từ năm 2004, sau mở rộng ra. Thuộc địa phận quận Hoàn Kiếm.
- Phố đi bộ Trịnh Công Sơn, hay còn gọi là phố đi bộ rặng nhãn do trồng nhiều cây nhãn, đi vào hoạt động từ tối 11/05/2018, có thời gian ngừng hoạt động. Thuộc địa bàn quận Tây Hồ.
- Phố đi bộ thành cổ Sơn Tây khai trương từ 30/04/2022, thuộc địa phận thị xã Sơn Tây.
- Phố đi bộ Đảo Ngọc - Ngũ Xã (phường Trúc Bạch, Ba Đình, Hà Nội), hoạt đồng từ tháng 12/2022, còn gọi là phố ẩm thực do kết hợp kinh doanh ẩm thực về đêm.
- Phố đi bộ Trần Nhân Tông, hoạt đồng từ cuối tháng 12/2022. Thuộc địa bàn quận Hai Bà Trưng.

Các phố đi bộ ở Thành phố Hồ Chí Minh:
- Phố đi bộ Nguyễn Huệ, khai trương ngày 29/4/2015, thuộc địa bàn Quận 1, TP.HCM.  Kinh phí xây dựng gần 430 tỷ đồng
- Phố đi bộ Bùi Viện, địa chỉ tại phường Phạm Ngũ Lão, Quận 1, Thành phố Hồ Chí Minh. Khai trương 20 thg 8, 2017
- Phố đi bộ Hồ Con Rùa hoạt động đầu năm 2023, thuộc Quận 3

Các phố đi bộ khác
- Phố đi bộ Hải Phòng hay phố đi bộ Tam Bạc là công trình được khai trương năm 2019, với giá trị đầu tư lên tới gần 1.500 tỷ đồng
- Phố đi bộ Nguyễn Phúc Chu - Hội An
- Phố đi bộ Trần Phú, TP Móng Cái, Quảng Ninh.
- Phố đi bộ Nguyễn Đình Chiểu, Huế
- Phố đi bộ và Chợ đêm Bạch Đằng – Đà Nẵng, chạy dọc theo bờ Tây Sông Hàn, bên cạnh cầu Trần Thị Lý, thành phố Đà Nẵng.
- Phố chợ đêm Đà Lạt, nằm trên con đường Nguyễn Thị Minh Khai, phường 1.
- Phố Cầu Mây – thị trấn Sa Pa (nay là thị xã Sa Pa)
- Phố đi bộ Lào Cai phạm vi 5 tuyến phố, gồm: Đinh Lễ, Soi Tiền, Mai Hắc Đế, Cao Lỗ và Lý Ông Trọng.
- Phố đi bộ - chợ đêm tại khu vực đường Bạch Đằng, TP Hải Dương
- Phố đi bộ Ecopark Văn Giang, Hưng Yên
- Phố đi bộ thành phố Vinh (đường Hồ Tùng Mậu – Nguyễn Văn Cừ) khai trương từ ngày 8 tháng 4 năm 2022, hoạt động vào tối thứ 6 và thứ 7 hàng tuần.
- Phố đi bộ Hồ Đôi của Bắc Ninh
- Phố đi bộ Ninh Kiều, Cần Thơ được tổ chức từ 18h đến 22 vào thứ 7 hàng tuần.
- Phố đi bộ đầu tiên ở Bình Dương nằm bên bờ sông Sài Gòn thuộc phường Phú Cường (TP Thủ Dầu Một), nối từ chợ Thủ Dầu Một đến cầu Phú Cường.
- Phố đi bộ Nguyễn Văn Trị (TP.Biên Hòa)
- Phố đi bộ Nha Trang nằm trên con đường Hùng Vương – Trần Phú, thuộc thành phố Nha Trang, tỉnh Khánh Hòa
- Phố đi bộ Vũng Tàu địa chỉ: đường Thùy Vân, thành phố Vũng Tàu. Giờ mở cửa: tất cả các ngày trong tuần, từ 18:00 đến 24:00. Chính thức mở cửa từ tháng 12/2017
- Phố đi bộ thuộc dự án Mũi Né Summerland Resort có quy hô hơn 31,5 ha, nằm tại phường Phú Hài thuộc trung tâm thành phố Phan Thiết.
- Phố đi bộ Phú Quốc là không gian nằm ở một góc cuối của khu Grand World.
- Phố đi bộ Quy Nhơn đường Lê Đức Thọ, Bao quanh hồ sinh thái Đống Đa, thành phố Quy Nhơn. (...)